# 阮英平
阮英平（1913年—1948年2月3日），又名阮玉斋，乳名兰茄（一说兰茹），福建福安人，中国共产党闽东地区早期领导人，革命烈士。

## 生平

### 早年经历
阮英平是中共早期领导人之一，早年在他舅舅的私塾中上过学，后来在福安做过木匠，给饼店、茶行打过工。1931年，阮英平在福安赛岐认识了中共地下党陈洪妹，当年（一说次年）经其介绍加入了中国共产党。1932年，阮英平自赛岐回到下白石老家，开始参与中共发起的秘密运动。
1933年10月，曾志、任铁锋等中共闽东地区领导人在福安发动了“赛岐暴动”，阮英平作为中共党员参加了该暴动。该年底，中共建立安德（福安、宁德）县委，阮英平成为县委书记。

### 领导闽东苏区革命
1934年初，升任中共宁德县委书记兼县独立营政治委员。4月，阮英平得知其入党介绍人陈洪妹等人被龟山民团处决，率安德县游击队剿灭了龟山民团。6月，兼任中共闽东临时特委委员。
1934年10月红军长征后，闽东苏区的中共势力被国民党政府削弱，中共领导人马立峰、詹如柏等人相继遇害，领导闽东苏区南方三年游击战争的仅剩下叶飞和阮英平等人。
1935年5月，闽东特委恢复，叶飞任书记，阮英平任组织部长、闽东军政委员会副主席。年底，特委决定成立闽东军分区（独立师），阮英平任司令员。

### 抗日战争至第二次国共内战前期
1937年抗日战争爆发，双十二事变后，第二次国共合作开始，经过与福建省政府的谈判，阮英平领导的游击队被改编入国军新四军序列。
1938年2月14日，闽东红军改编为新四军第三支队第六团，阮英平任六团副团长。5月，阮英平赴延安，在中共党校学习。抗战期间，阮英平罹患肺病，辗转苏北、上海等地战斗。1944年底，中共成立苏浙军区，阮英平任第三纵队政委，陶勇为司令员。
1945年8月16日，即日军投降后，阮英平通过领导三次与国军的争夺战，将苏浙地区的中共解放区连成一片。1946年10月，任华东野战军第一纵队第一师政委，第二次国共内战爆发后，参加了苏中战役。

### 回到闽东及遇害
1947年5月，阮英平回到闽东参与地下工作，任闽浙赣省委常委兼军事部长。9月建立闽东地委并担任书记。11月，福建省的国军集结两个团的兵力与保安第5团进驻宁德，12月27日，阮英平召开地委紧急会议，决定分头隐蔽，自己去福州向省委汇报情况。
1948年1月，阮英平袭击莒溪民团并撤往宁德县梅坑，阮英平的手下财政工作负责人周阿奎叛变将其出卖，致其被困。随后阮英平突围成功，与警卫员陈书琴赶往福州。
2月1日，阮、陈二人在途中遭遇国军搜山，二人失联，阮英平遂躲进北洋山的大窝村，投宿当地村民范起洪家中，谎称是过路的商人。同借居范家的村民周玉库发现其身上携带有黄金，杀心遂起，与范起洪以及同村人范妹仔密谋，于次日声称要护送阮英平。3日凌晨，在山中袭杀阮英平，三人将其击毙后抢夺走身上财物，草草埋尸并瓜分其财产。

## 身后

### 引发城工部事件
在闽浙赣省委获知阮英平在宁德一带突然失联后，立即派出大量人员寻找，却始终无果。后当地政府发现了阮英平的私章，遂大肆散布阮英平死讯，而闽浙赣省委则将其归咎于中共党内引进的城市工作部已被国民党渗透，省委书记曾镜冰决定将陈书琴、李铁、叶挺荃等城工部干部集中处死，并断绝与城工部党员的联络，导致福建地下工作遭到严重破坏。该事件直到1957年才被中共中央宣告平反。:442

### 悬案告破
叶飞和阮英平共事十几年，在此案发生后多次要求彻查。1952年镇压反革命运动期间，福建省公安厅及宁德县公安局在村民的举报下抓获三名凶手，三名凶手对该事件供认不讳，阮英平失踪悬案遂告破。:178-181

### 纪念
中华人民共和国成立后，其家乡顶头村被改名为英平村，村名由阮英平之子阮朝阳题写，村内还建有阮英平铜像、红军亭和英平楼等纪念建筑。

## 家庭
阮英平十岁失怙，他的母亲只身一人照顾四个孩子，阮英平的两个姐姐在未成年时就成为童养媳。弟弟阮英挺亦参加中共早期活动，1936年被叛变者杀害。
阮英平的妻子是周础，二人育有一子一女，其子阮朝阳，出生于1947年1月，阮英平牺牲后被叶飞收养，是中华人民共和国少将，曾任中国人民解放军总装备部综合计划部部长，阮朝阳的岳父是中国人民解放军上将钟期光，育有两子阮闽、阮东（即寓意合称“闽东”）。女儿阮寒阳曾任职于北京公安部门。